# Luis Roberto Guzmán
Luis Roberto Guzmán  (Puerto Rico, 1973. március 4. –) Puerto Ricó-i színész, énekes.

## Élete és pályafutása
Luis Roberto Guzmán 1973. március 4-én született Puerto Ricóban. 2001-ben a Szeretők és riválisok című sorozatban szerepelt. 2002-ben az Entre el amor y el odióban Gabrielt alakította. 2005-ben az Alborada című telenovellában játszott. 2008-ban kiadta első albumát Bipolar címmel.

## Filmográfia
- 2013: Szerelem zálogba (Lo que la vida me robó) .... José Luis Álvarez / Antonio Olivares
- 2012: Infames .... Porfirio Cisneros
- 2011: La otra familia .... Chema
- 2009: Sin ella .... Gastón
- 2009: Amar a morir .... Luis Ro
- 2008: Tierra de tigres
- 2008: Divina confusión
- 2007: Gente bien... atascada
- 2007: El pantera - Gervasio Robles "El Pantera"
- 2005: Alborada - Don Diego Arellano
- 2003: Alegrijes y rebujos - Bruno
- 2003: Ladies Night
- 2002: Entre el amor y el odio - Gabriel
- 2002: Acosada
- 2001: Sin pecado concebido
- 2001: Szeretők és riválisok (Amigas y rivales)
- 2000: Sebzett szívek (Siempre te amaré)
- 1999: Amores como todos los demás
- 1989: Flores de la noche